# Litawry
Litawry (ukr. Літаври) – kolaboracyjne pismo w okupowanym Kijowie podczas II wojny światowej
16 listopada 1941 roku w okupowanym Kijowie wyszedł pierwszy numer tygodnika literatury i sztuki „Litawry”. Funkcję redaktora naczelnego pełniła przewodnicząca Związku Pisarzy Ukraińskich Ołena Teliha. Pismo było dodawane do dziennika „Słowo Ukraińskie”. Artykuły miały antyniemiecki i antyradziecki charakter. Miały za zadanie rozbudzenie ukraińskiej świadomości kulturalnej. Na łamach tygodnika publikowano utwory takich pisarzy ukraińskich, jak Mykoła Chwylowy, czy Dmytro Falkiwski. Pod koniec 1941 roku Niemcy aresztowali O. Telihę, rozstrzeliwując ją 21 lutego 1942 roku w Babim Jarze.